# Vrcholová kniha

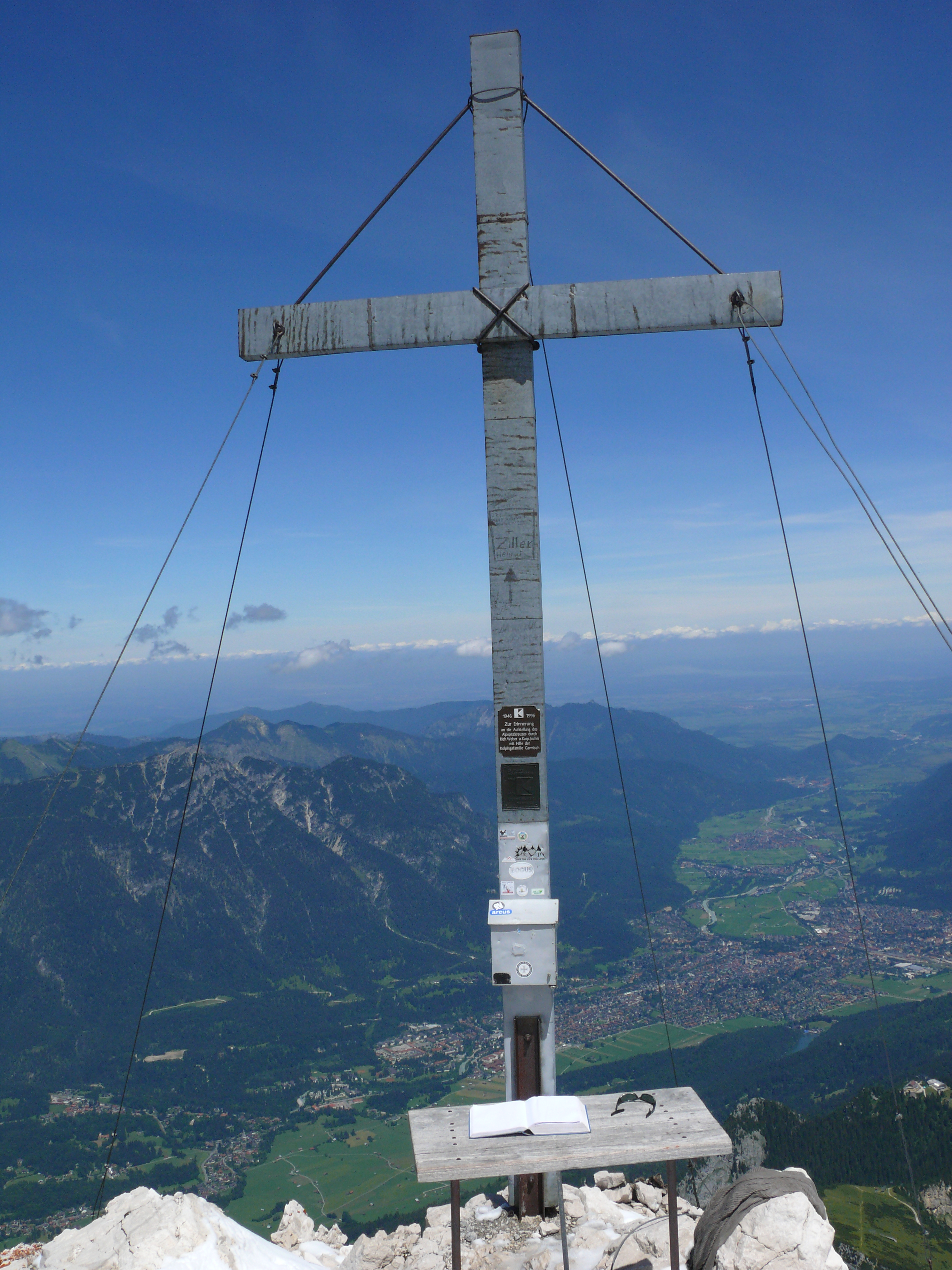
Vrcholový kříž se schránkou a vrcholovou knihou na vrcholku Alpspitze v Bavorsku

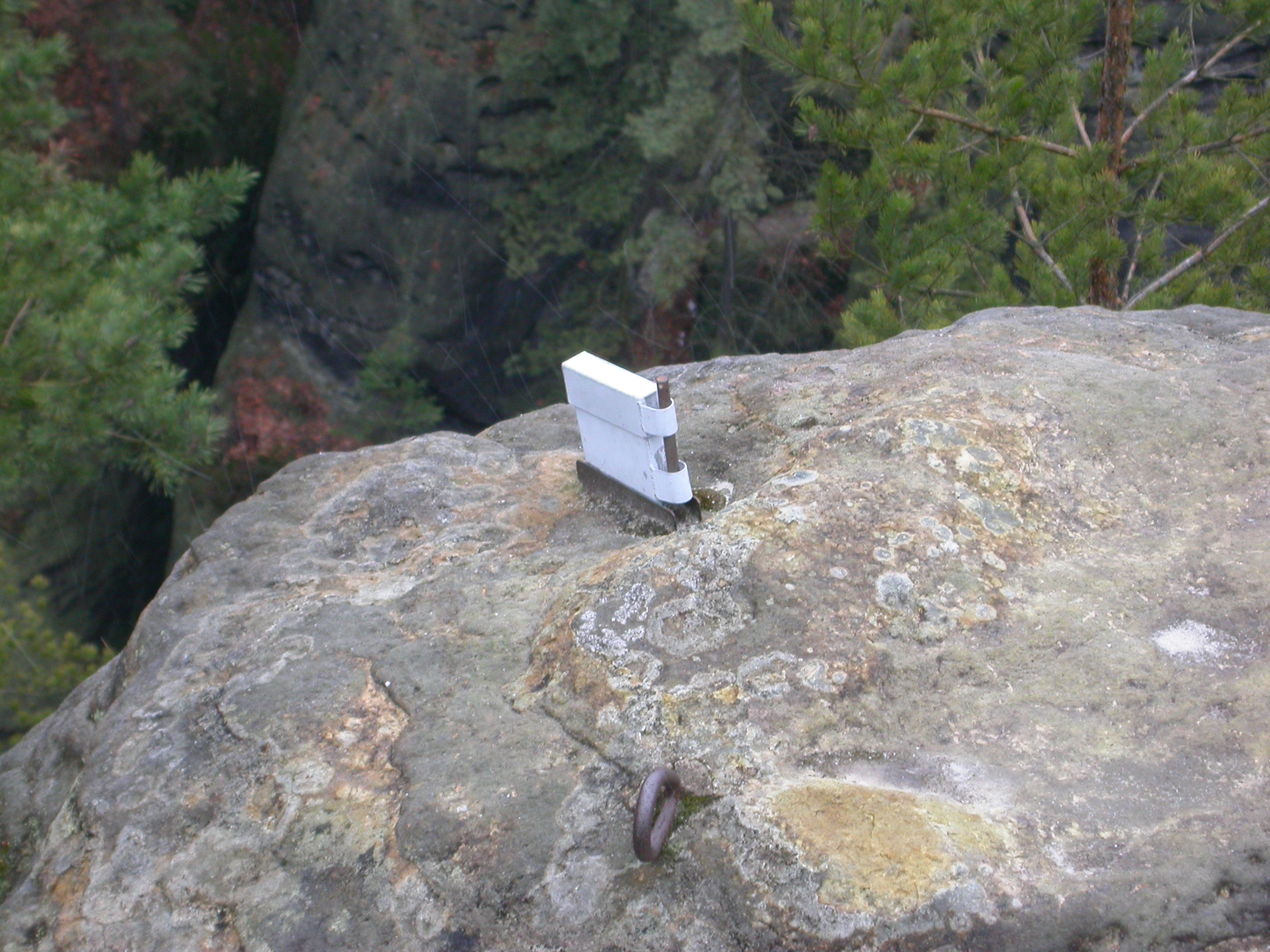
Krabička na horolezeckou vrcholovou knížku a slaňovací kruh na pískovcové věži v Saském Švýcarsku Rathenu v Bastei

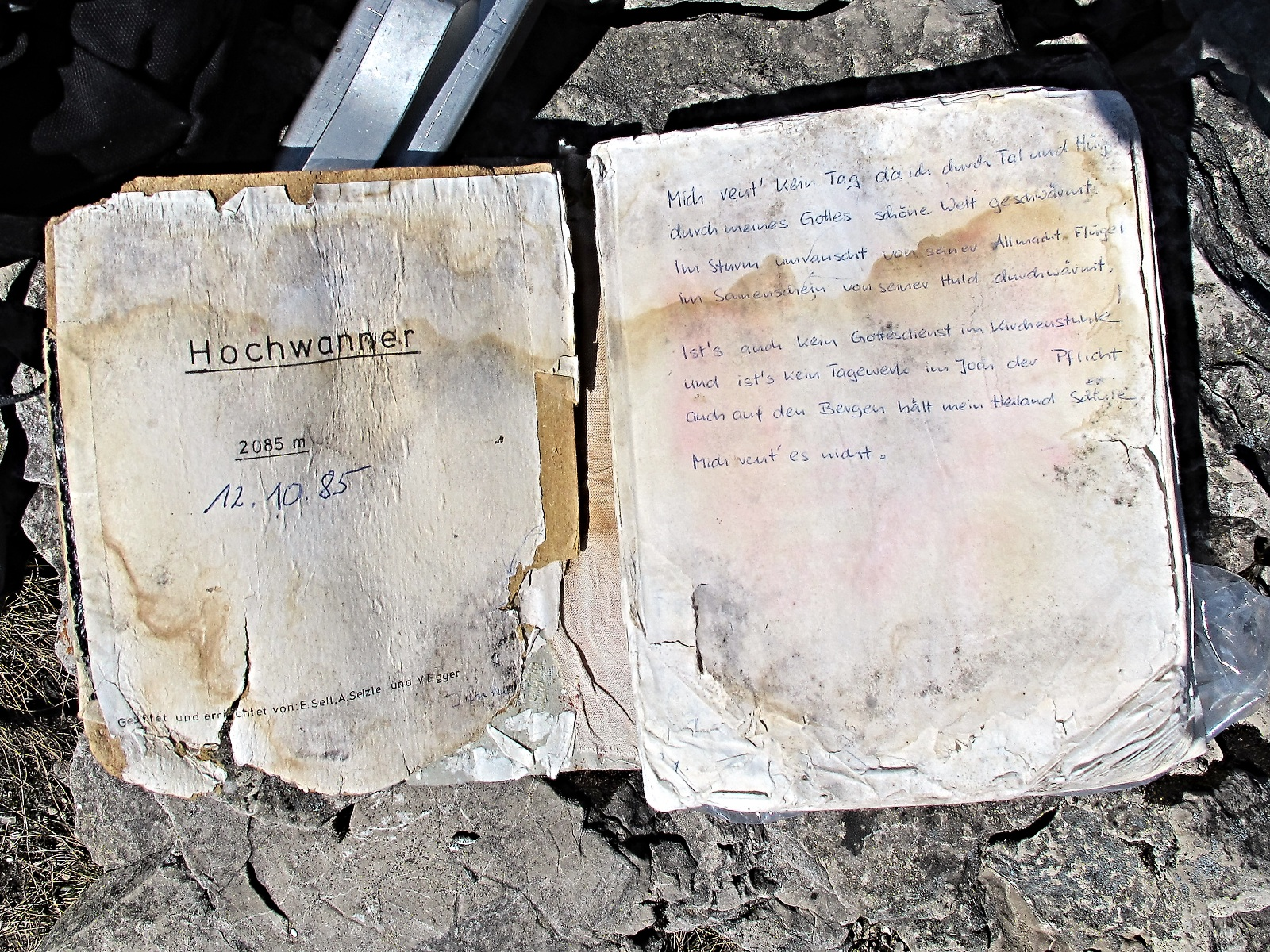
Vrcholová knížka z roku 1985 v Alpách je polorozpadlá vlivem vlhka a používání

Vrcholová kniha je nepotištěná kniha nebo sešit, který je umístěný na horském nebo skalním vrcholu, horolezecké věži či ve skalní stěně a slouží coby návštěvní kniha k evidenci výstupů a poznámkám návštěvníků. Dále se zapisují nové výstupy a poznámky o údržbě jištění či varování před nebezpečím. Sešit je zpravidla uschován v bezpečné schránce, aby ho nezničilo počasí. Vrcholové knihy na turistických vrcholech jsou přístupnější.
Horolezci ukrývají vrcholové knihy na nepřístupných či ukrytých místech kvůli ochraně před nepřízní počasí a nenechavci, přesto se vrcholové krabičky stále často ztrácejí z různých důvodů: neznalé děti, sběrači kovů, sběratelé, nebo je dokonce sestřelovali myslivci. Typickým místem pro umístění vrcholové knížky je vysoká skalní věž jinak než horolezecky nepřístupná. Vrcholová kniha může být také umístěna v jedné konkrétní významnější horolezecké cestě a zapíší se do ní pouze lezci, kteří ji přelezli.
Novějším celosvětově rozšířeným druhem záliby ukrývání a hledání obdobných schránek je geocaching.

## Zápis do vrcholové knihy
Do vrcholové knihy se píše datum, název cest(y) a obtížnost, jména horolezců v pořadí, jak na vrchol vystoupili, a název horolezeckého oddílu, čitelně a úsporně. Pokud leze dvojice jen jednu cestu, zápis podtrhne tužkou podle víčka krabičky. Pokud se na věž chystá více družstev různými cestami, nepodtrhávají každý zápis. Knížka nebo sešit se uloží do vrcholové schránky, tužka se vloží vedle knihy, aby se nelámala vazba a schránka se zavře víčkem. Vrcholová krabička se nasadí na vrcholovou tyčku, vloží do škvíry ve skále nebo zatíží kamenem víčkem vzhůru tak, aby do ní nenapršelo.

### Hore zdar
Hore zdar, (z německého Berg Heil!) zapíše do vrcholové knihy první návštěvník v kalendářním roce. Někteří horolezci sbírají „horezdary“ a každoročně soutěží v jejich počtu. Horolezci pak mezi sebou na počátku každého roku soupeří v získávání „horezdarů“ na nejdostupnější i nejvýznamnější věže. Cenné, předávané nebo utajované jsou potom informace o vrcholových knihách na skalních věžích již odlovených. Lovení „horezdarů“ může být také společenská událost, nebo oddílová akce. Velkou tradici má lovení „horezdarů“ v pískovcových oblastech v Sasku a Severních Čechách, v Dubských skalách, v Českém ráji, v Broumovsku, ale i v Jizerských horách.

### Jubilejní výstupy
I tato tradice se do Česka přenesla ze saských pískovcových oblastí a i zde je legendou v jejich sbírání mezi jinými severočeský horolezec a pískovcový lezec Karel Bělina. Významná jsou zejména opakování výstupů na skalní věže po sto letech. Někteří horolezci se vydávají čekat a hlídat pod skalní věže již večer a vystupují na ně v noci, nebo časně z rána, další příchozí pak mají smůlu, nebo mohou utvořit vrcholové družstvo společně.

### Tradice číslování výstupů
Zejména v saských pískovcích jsou u jednotlivých cest číslované jejich opakování od 1 do 100, v Česku spíše jen u významných věží či nejtěžších cest.

## Archivy vrcholových knih
Popsané vrcholové knihy jsou po výměně restaurovány a digitalizovány, poté se uloží do archivů. Výměnu vrcholových knih zajišťují podle možností příslušní správci oblastní vrcholové komise Českého horolezeckého svazu.

### Česko
- archiv českých vrcholových knih ČHS v Národním archivu ČR[3]
- Státní okresní archiv Rokycany – Sbírka vrcholových knih[4]
- Labské pískovce – Státní okresní archiv v Děčíně[5]
- Český ráj

### Německo
- Drážďanský horolezecký archiv (Sasko)